# Massacre du moulin de l'Agau
Le massacre du moulin de l’Agau est un massacre perpétré par les troupes royales contre des protestants, le 1er avril 1703 à Nîmes.

## Histoire
Cet événement a lieu durant la guerre des Camisards, une insurrection de protestants français contre les persécutions qui ont suivi l’édit de Fontainebleau en 1685. Il se déroule dans la cité romaine, près du Château royal et de la porte d'Auguste.
Quelques centaines de protestants célèbrent la fête des Rameaux dans un moulin du canal de l’Agau, chez le meunier Mercier. Informé de cette réunion par des espions qui avaient entendu chanter un cantique, le maréchal de Montrevel quitte son déjeuner pour rassembler des soldats à qui il ordonne de cerner le moulin.
Au lieu d’arrêter les personnes présentes, il fait mettre le feu aux quatre coins du moulin, construit en bois, et les empêche par les armes de sortir. Une mère portant son enfant dans les bras cherche à fuir, mais les soldats la repoussent dans le brasier. Une vingtaine de femmes et d’enfants périssent dans cet incendie. Seule une jeune fille réussit à s’échapper à travers une palissade grâce à un domestique de Montrevel qui s’opposait à son maître. Elle sera exécutée le lendemain par strangulation.
Ce massacre soulève l’indignation de certains ministres de Louis XIV et même de la marquise de Maintenon, épouse secrète du roi, sans que celui-ci ne change sa politique d’oppression. L’évêque de Nîmes, Esprit Fléchier, connu pour ses talents oratoires, considère ce massacre comme un « exemple nécessaire pour arrêter l’orgueil de ce peuple [les protestants][réf. nécessaire] ».